# Quel enfer !
Albums de Niagara
Encore un dernier baiser
(1986) Religion
(1990)
Singles
1. Assez !
Sortie : 1988
2. Soleil d'hiver
Sortie : 1988
3. Flammes de l'enfer
Sortie : 1989
4. Baby Louis
Sortie : 1989

Quel enfer ! est le deuxième album studio du groupe Niagara, sorti le 22 Avril 1988.

## Réception
Selon l'édition française du magazine Rolling Stone, cet album est le 99e meilleur album de rock français.

## Liste des pistes
| No  | Titre                                       | Auteur                         | Durée |
| --- | ------------------------------------------- | ------------------------------ | ----- |
| 1.  | J'ai tout essayé                            | Daniel Chenevez                | 4:26  |
| 2.  | Assez !                                     | Daniel Chenevez                | 3:44  |
| 3.  | Flammes de l'enfer                          | Daniel Chenevez, Muriel Moreno | 4:08  |
| 4.  | La fille des collines                       | Daniel Chenevez, Muriel Moreno | 3:32  |
| 5.  | Au royaume des sourds les borgnes sont rois | Daniel Chenevez                | 3:18  |
| 6.  | Baby Louis                                  | Daniel Chenevez, Muriel Moreno | 3:56  |
| 7.  | T.V. Addict                                 | Daniel Chenevez                | 4:04  |
| 8.  | Soleil d'hiver                              | Daniel Chenevez                | 4:10  |
| 9.  | Sois beau et tais-toi                       | Daniel Chenevez, Muriel Moreno | 2:46  |
| 10. | Western                                     | Daniel Chenevez                | 4:06  |
| 11. | Flammes de l'enfer (remix) (bonus CD)       | Daniel Chenevez, Muriel Moreno | 5:53  |

## Crédits
| - Erwin Autrique - ingénieur son - René van Barneveld - guitare - Dominique Batter - alto - Dominique Blanc-Francard - mixage - Gilles Cappé - photographie - Jean-Pierre Catoul - violon - Daniel Chenevez - arrangements, chœurs, claviers, orgue, piano, programmation - Jean-Paul Dessy - violoncelle - Djoum - ingénieur son - Grégoire Duynslaeger - violon | - Christian Le Chevretel - accordéon, trombone, trompette - Michel Marin - chœurs, harmonica, saxophone - Frank Michiels - percussion - Muriel Moreno - chanteuse, chœurs - Pascale Potrel - ingénieur son - Mikaël Sala - batterie - Beverly Jo Scott - chœurs - Evert Verhees - basse - Coco York - chœurs |

- Mixé au Studio Plus XXX, Paris